# Лекович, Петар
Петар Ле́кович (серб. Петар Лековић / Petar Leković; 23 ноября 1893, Сврачково — 12 июня 1942, Гацко) — югославский партизан, каменщик по профессии, участник Народно-освободительной войны Югославии. Первый в истории Народный герой Югославии.

## Биография
Родился 23 ноября 1893 года в селе Сврачково. В годы Первой мировой войны нёс службу в армии Сербии, после войны и демобилизации работал каменщиком в родном селе. В 1920 году вступил в Союз коммунистов Югославии, занял должность райкома Ужичка-Пожеги. Активную деятельность в партии начал в 1938 году.
В июле 1941 года ушёл в партизаны вместе со своими тремя сыновьями. 1 марта 1942 года, в день формирования в Чайниче 2-й пролетарской ударной бригады был назначен заместителем её командира. Боевое крещение бригада приняла спустя два месяца, когда атаковала в том же городе итальянские войска. Петар в ходе тех боёв прославился неожиданным подвигом: он ворвался в один из итальянских бункеров, схватил ручной пулемёт за цевьё и прикладом забил до смерти несколько шокированных итальянских солдат.
12 июня 1942 года недалеко от города Гацко в деревне Живня Петар Лекович погиб в битве с четниками. В том сражении у партизан закончились боеприпасы. Лекович начал строить голыми руками каменную стенку, пытаясь прикрыть своих соратников и защитить их от пуль, осколков и гранат. Когда он попытался бросить очень тяжёлый камень в ряды четников, то тут же был сражён насмерть вражеской пулей.
В марте 1942 года, ещё при жизни, Петар Лекович указом Верховного штаба НОАЮ был награждён только что учреждённым званием «Народный герой Югославии» и стал первым кавалером одноимённого ордена. В сводке Бюллетеней Верховного штаба за февраль и март 1942 года говорилось следующее:

По решению Центрального комитета Коммунистической партии Югославии и по предложению Верховного штаба НОАЮ и ПВ Югославии принято решение наградить званием Народного героя командира батальона 2-й пролетарской народно-освободительной ударной бригады товарища Петара Лековича, который в течение всех девяти месяцев участия в борьбе против оккупантов в рядах партизан проявил большое мужество, самоотверженность и преданность народно-освободительной борьбе, в которой совершил множество героических подвигов.
Оригинальный текст (серб.)По одлуци Централног комитета Комунистичке партије Југославије, а на предлог Врховног штаба НОП и ДВ Југославије даје се назив народног хероја заменику команданта у једном батаљону Друге пролетерске НОУ бригаде, другу Петру Лековићу, који је кроз читаво време од девет месеци свога учешћа у борби против окупатора у редовима партизана показао велику храброст, пожртвованост и оданост Народноослободилачкој борби, и у којој је починио више јуначких подвига.